# Asperdaphne perplexa
Asperdaphne perplexa é uma espécie de gastrópode do gênero Asperdaphne, pertencente a família Raphitomidae.